# CEEMAN
Central and East European Management Development Association (CEEMAN) – stowarzyszenie założone w 1993 roku w celu wspierania rozwoju zarządzania i edukacji menedżerskiej w regionie Europy Środkowo-Wschodniej. Do 2023 zakres obszaru członkostwa wyrósł daleko poza region Europy Środkowo-Wschodniej, obejmując ponad 200 instytucji członkowskich (szkoły biznesu, uniwersytety, centra rozwoju zarządzania, stowarzyszenia krajowe, regionalne i międzynarodowe, korporacje i osoby prywatne) w ponad 51 krajów z Europy, obydwu Ameryk, Afryki i Azji.

## Działalność
Główne działania stowarzyszenia obejmują programy edukacyjne dla wykładowców i pracowników instytucji rozwoju zarządzania takich jak IMTA – International Management Teachers Academy i Program Management Seminar, Międzynarodowa Akredytacja Jakości (IQA) międzynarodowe konferencje, promowanie pisania przypadków i stosowania metody przypadku w edukacji menedżerskiej w Europie Środkowo-Wschodniej, wspieraniu współpracy międzynarodowej i wspólnych projektów między instytucjami członkowskimi itp.
CEEMAN współpracuje z radą EMBA (Executive MBA Council), Europejską Fundacją Rozwoju Zarządzania (EFMD), Stowarzyszeniem MBA (AMBA), AACSB International oraz wieloma innymi międzynarodowymi i regionalnymi stowarzyszeniami rozwoju zarządzania. CEEMAN jest także członkiem komitetu sterującego inicjatywy PRME – Principles for Responsible Management Education i przewodzi grupie roboczej ds. ubóstwa jako wyzwania dla edukacji menedżerskiej.

## Akredytacja
Założona w 1998 roku Międzynarodowa Akredytacja Jakości (IQA) koncentruje się na zaspokajaniu potrzeb szkół zarządzania. CEEMAN zmodyfikował swój system akredytacji IQA w 2007 roku o nowe procedury oceny, aby zachęcić szkoły do skupienia się na dostarczaniu i rozwoju wysokiej jakości produktów edukacyjnych w ich specyficznym środowisku i kontekście.